# أنجيلو دي ليفيو
أنجيلو دي ليفيو (بالإيطالية: Angelo Di Livio) مواليد 26 يوليو 1966 في روما، هو لاعب كرة قدم إيطالي سابق كان يلعب كلاعب وسط. سبق له أن لعب في كأس العالم لكرة القدم مع منتخب بلاده. لعب خلال مسيرته 609 مباريات سجل خلالها 29 هدفاً.

## أندية لعب لها
- نادي روما
- نادي ريجيانا 1919
- نادي بيروجيا
- نادي بادوفا
- يوفنتوس
- فيورنتينا

## روابط خارجية
- أنجيلو دي ليفيو على موقع IMDb (الإنجليزية)

- أنجيلو دي ليفيو على موقع الاتحاد الدولي (مؤرشف)  (الإنجليزية)
- أنجيلو دي ليفيو على موقع الاتحاد الأوربي (الإنجليزية)
- أنجيلو دي ليفيو على موقع إي إس بي إن إف سي (الإنجليزية)
- أنجيلو دي ليفيو على موقع قاعدة بيانات كرة القدم.إي يو (الإنجليزية)
- أنجيلو دي ليفيو على موقع ناشيونال فوتبول تيمز (الإنجليزية)
- أنجيلو دي ليفيو على موقع Soccerway.com (الإنجليزية)
- أنجيلو دي ليفيو على موقع عالم كرة القدم.نت (الإنجليزية)